# رمضان في فلسطين
بـ رمضان في فلسطين هناك عادات تميز وتمثل ثقافة وحضارة الشعب الفلسطيني، في فلسطين تزداد متانة العلاقات وينتشر الكرم واللطف، فـ برمضان تنتهز العائلات الفرصة للم الشمل لأن كل أفراد العائلة يجتمعون على مائدة واحدة.

## تحري الهلال
يبدأ رمضان مع محاولات تحري الهلال، حيث أن شهر رمضان يبدأ وينتهي برؤيته ، لذلك الصحافة الفلسطينية قد اهتمت كثيرًا بأمر تحري الهلال.
كانت رؤية الهلال في الماضي أمراً صعباً، بسبب غياب التكنلوجيا، لكن ورغم هذا كان رجال الدين يحملون مكبرات صغيرة ويخرجون بها ويراقبون السماء، حتى يرى أحدهم هلال رمضان.

## مدفع رمضان
مهمة مدفع رمضان كانت وما زالت، أعلانا لبدء الصوم وانتهاءه، في العصر الخالي من التكنلوجيا، لأنّ التكنلوجيا، مكبرات الصوت والكهرباء قد قمن بسلب شأن ومكانة المدفع.
كان تشغيله مرتبطا برؤية الهلال، حيث انه يطلق حين تبين رؤية الهلال.

### تسليم المدفع
كان للمدفع تقاليد وطقوس خاصة به، حيث أنه وسنويا كانت السلطات البريطانية تقوم بتسليم المدفع لرئيس البلدية أو للمجلس الإسلامي الأعلى، أثناء احتفالات تتخللها خطابات، ترتيل قران، وتوزيع حلويات.

## إعلان شهر رمضان
حين تأكد رؤية الهلال، يطلق مدفع رمضان ويكبر الشيوخ والمنشدون معلنين بدء شهر رمضان، فيمضي بعض الفلسطينيين إلى المساجد، والبعض الآخر للزيارة الأقارب، أو الأحتفالات، وتنشر الصحف في نشرتها معلنة أن شهر رمضان قد بدأ.

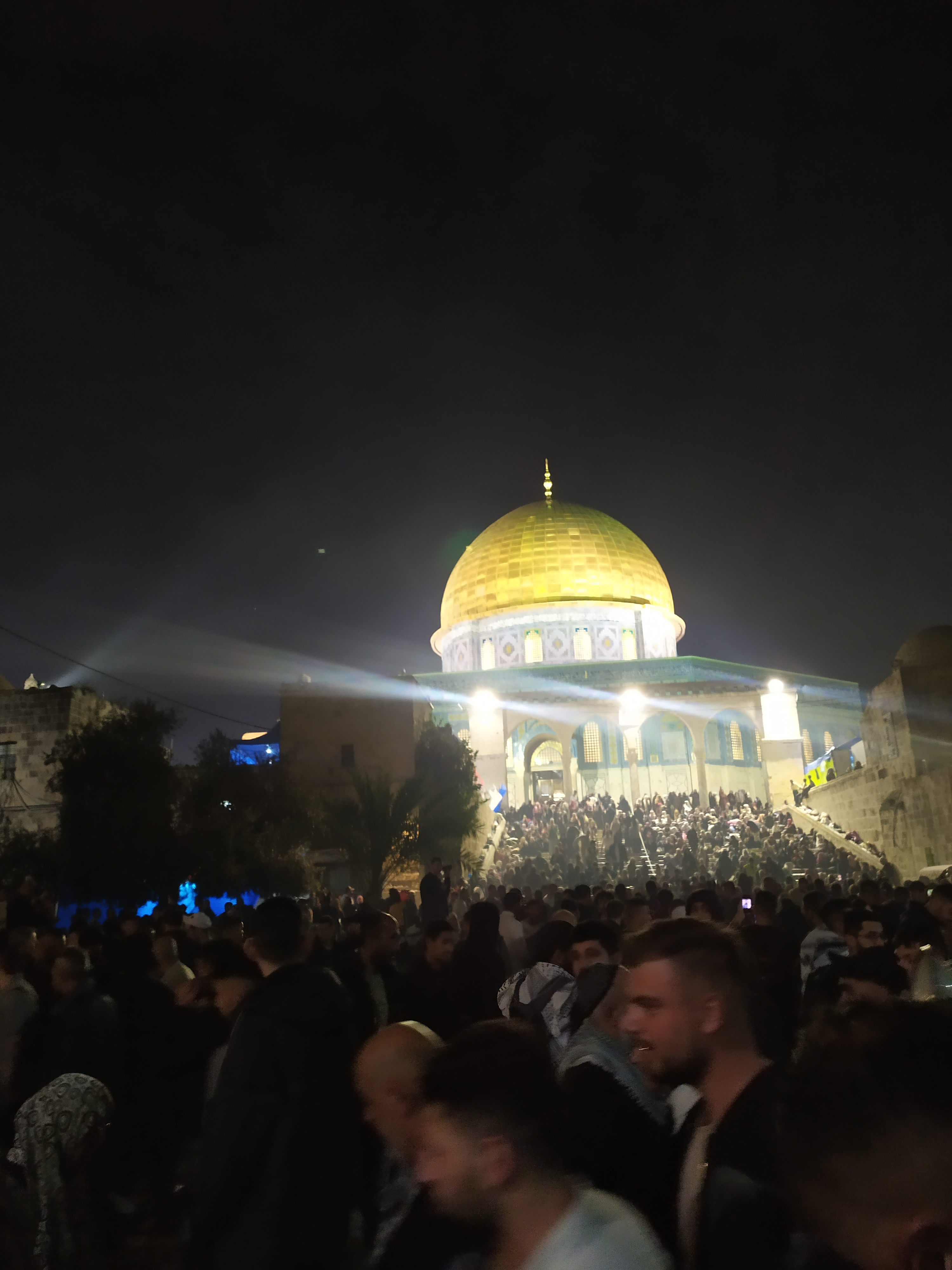
قبة الصخرة المشرفة في القدس ليلاً،بشهر رمضان المبارك

ويبدأ الصوم وتزين شوارع فلسطين بالزينة والاضواء الملفتة، وتخف الحركة صباحا، ويمضي الكثيرون وقتهم في الصلاة وقراءة القرأن، أو يتوجهون إلى القدس للصلاة بالمسجد الأقصى.
ويبدأ شهر رمضان عادةً في مدينة القدس. وليلة إعلان قدوم رمضان، يجتمعُ عددٌ من الأطفال في الحارات ليترقبوا إعلان قدوم الصيام.
وفي رمضان بفلسطين، النهار يكون عادةً للعمل، والليل للعبادة كتأدية الصلاة، وقراءة القرآن، بالإضافةِ إلى جلسات ذكر وتسبيح.

## إمساكية رمضان
في شهر الصيام يحتاج الناس لمعرفة مواعيد الصلوات ومواعيد الإفطار والإمساك، لذا إعتادت الصحف والمؤسسات المختلفة على توزيع ما يسمى بإمساكية رمضان، وهي عبارة عن ورقه مطبوعة، يكتب عليها مواعيد الإمساك عن الطعام.

## المسحراتي
ما زال المسحراتي يتجول بالكثير من شوارع ومدن فلسطين في الساعات السابقه لموعد الإمساك، ليطرب بصوته الصباحي الفلسطينيين بالأناشيد الرمضانية والأذكار، ويرافقه الطبل الذي يقرعه بقوته كلها، لكي لا يفوتوا السحور، وهذا ما يجعلك تشعر بجمال وقيمة شهر رمضان.

## أكلات فلسطينية

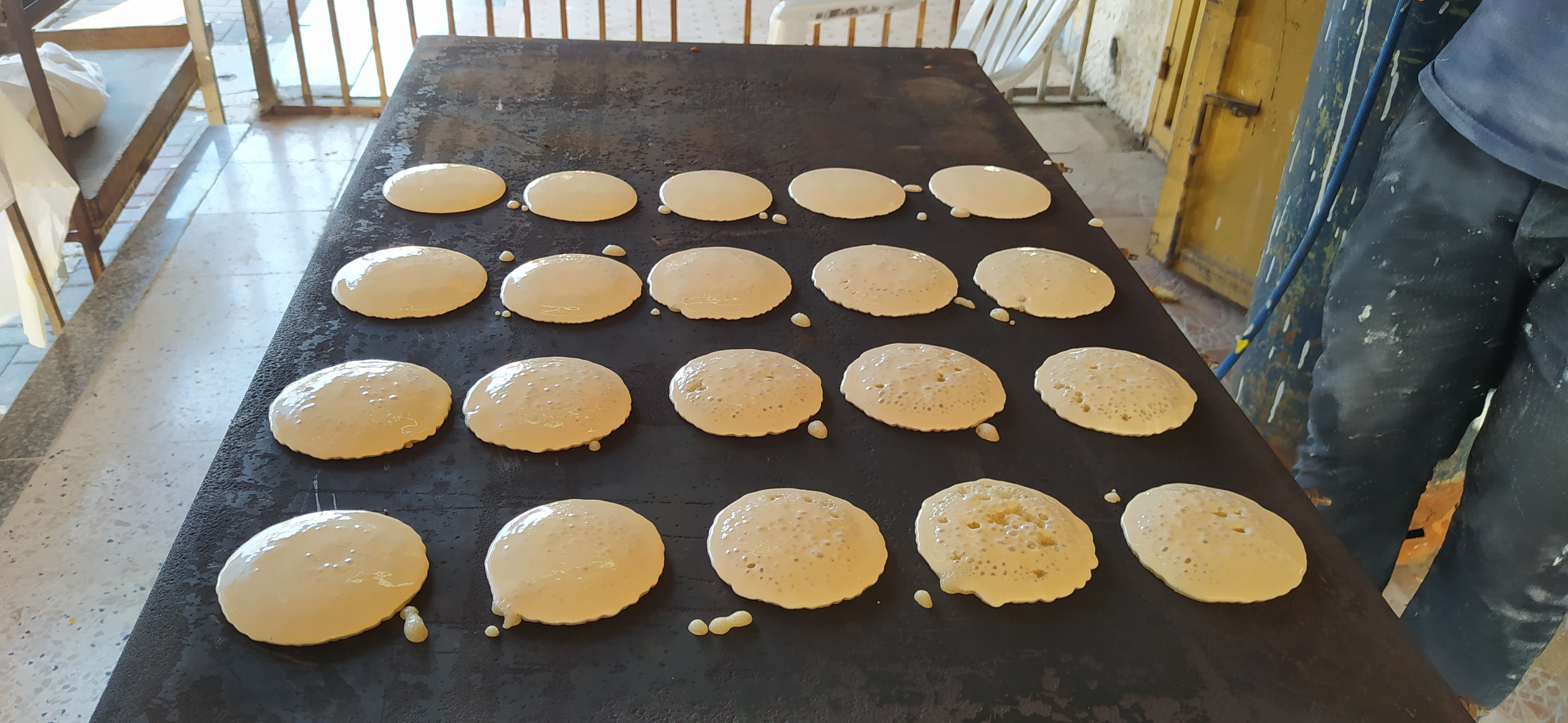
صب عجينة القطايف لإعدادها، سلفيت، فلسطين

يمتاز الشعب الفلسطيني بتنويعه لأصناف الطعام في شهر رمضان، وكل منطقه بفلسطين تتميز بنوع معين من الأكلات، مثل: المقلوبة، المسخن، المفتول، والقدرة الخليلية التي تميز موائد غزه والخليل، اما موائد الضفة الغربية فتمتاز بالمسخن والمنسف، وموائد الإفطار الفلسطينية تتميّز بالمتبلات، المخللات بجميع أنواعها، السلطات المختلفة، الزيتون، الزيت، والزعتر.
ومن الجدير بالذكر أن الموائد الفلسطينية لا تخلو من القطايف بأنواعها: الجوز، الجبنة، القشدة، العصافيري، والفسدق الحلبي.
أما المشروبات التي إعتاد عليها الفلسطينيون يترأسها شراب الخروب، ثم الكركديه، قمر الدين، عرق السوس.

## تبادل صحون الإفطار
من العادات المتوارثه عند الشعب الفلسطيني، والتي تحافظ على الجيرة الحسنة، هي تبادل صحون الإفطار فهذه العادة لا تغيب بين الأسر والجيران، وهي تحث ربات البيوت على الإبداع في إعداد الأكلات بهدف التباهي.
وتبادل صحون الإفطار هو جزء تنمية التواصل بين الأسر والجيران، حيث يحرصون في الحفاظ على المودة والرحمة، بالإضافةِ إلى تقديم المساعدة للأيتام، وأسر الشهداء، والأسرى.
إلى ذلك، ينتشرُ الإفطار الجماعي في المساجد والولائم.

## الزيارات
من عادات الشعب الفلسطيني برمضان هي قيام كبير العائلة أو أحد أفراد العائلة، بدعوة أبنائه واقاربه للأجتماع على مائدة إفطار واحدة.
كما أنه يقوم بزيارة أرحامه ويقدم لهم الهدايا بمناسبة الشهر الفضيل، وهذا يتم احيانا بعد الأفطار.

## صوم الأطفال
يشجع الفلسطينيون أطفالهم في سن مبكرة على صوم رمضان، عن طريق جعلهم يصومون نصف نهار أو اقل بقليل، ثم يتدرج الطفل حسب استطاعته.
وفي مدن فلسطينية كبرى مثل القدس، والخليل، ونابلس، ورام الله، يحملُ عددٌ من الأطفال أطباق الأرز، والخضار، واللحم يتلقونها من تكايا الخير وقت الغروب، وتعتبر هذه العادات في شهر رمضان متوارثة من الآباء والأجداد.